# Formació geològica

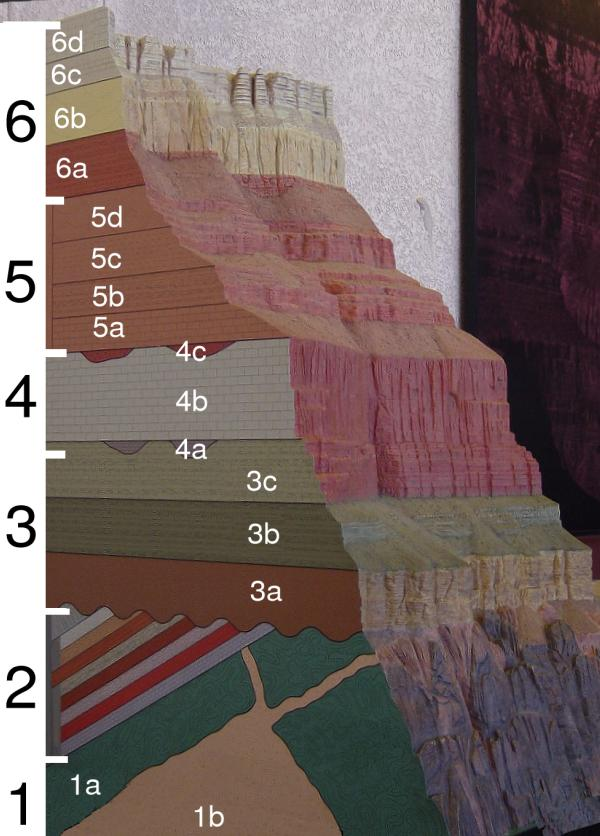
Una secció d'un tall geològic del Gran Canyó del Colorado. Els números negres corresponen als grups de formacions i els números blancs corresponen a formacions.

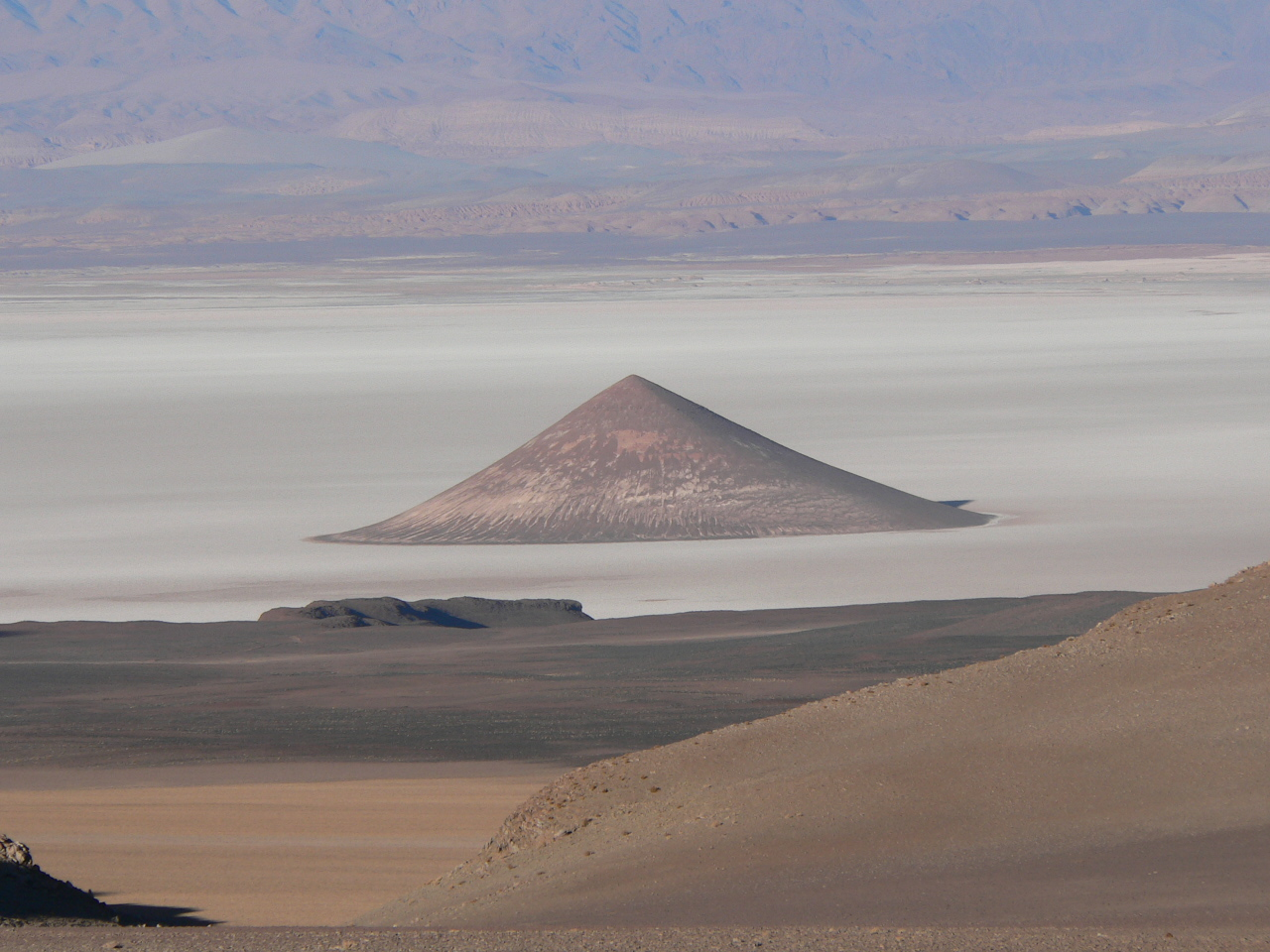
Cono de Arita, Salta, Argentina

Una formació geològica o unitat geològica és un conjunt de roques o minerals que s'han dipositat en un lloc durant el mateix període geològic. És la unitat fonamental de la litoestratigrafia. Una formació consisteix en un cert nombre d'estrats rocosos que tenen una litologia, fàcies o altres propietats similars comparables. Una unitat litoestratigràfica formal que defineix paquets de roques caracteritzats per propietats litològiques que els són comunes en composició i estructura, i que són diferents d'altres que hi ha al seu voltant (canvis de fàcies o altres límits transicionals entre unitats geològiques). És la unitat principal de divisió en litoestratografia (branca de la ciència geològica que s'ocupa i estudia les unitats litoestratigràfiques), tot i que poden agrupar-se en unitats majors (grups), subdividir-se (membres) o diferenciar-se en unitats menors significatives (capes).
La realització, si cal, de talls i sondatges, permet als geòlegs el reconeixement de les formacions i correlacionar els diferents estrats geològics de llarg abast entre diferents afloraments i exposicions d'estrats de roques.
D'acord amb la Comissió Internacional d'Estratigrafia (ICS), el conjunt de roques sedimentàries de l'escorça terrestre s'ha de definir mitjançant formacions, mentre que això no caldria fer-ho amb altres tipus d'unitats litoestratigràfiques.

## Denominació: nom formal
Els noms formals de les formacions geològiques estan compostos de tres parts:

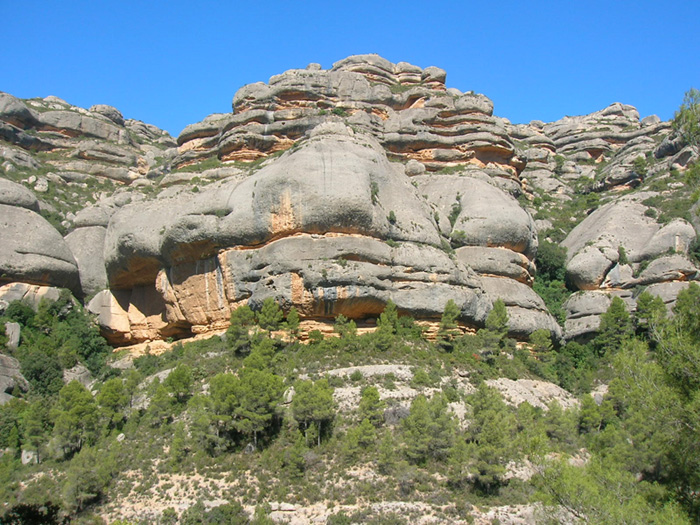
Geozona del Montsant. Serra del Montsant. Catalunya

1. El terme “Formació”, abreujat “Fm.”
2. Les característiques litològiques principals, per exemple: “lutites i gresos”, “dolomies, margues i calcàries”.
3. El topònim o nom de la localitat o zona en la qual ha estat descrita inicialment, que serveix de referència principal per a identificar la formació. Exemples: “Fm. de lutites i gresos de La Pobla de Claramunt”, “Fm. de conglomerats de Montsant”,[4] “Fm. de guixos d'Òdena”.

Convé, a més, afegir la referència de la publicació en la qual es defineix formalment per a la seva identificació inequívoca.
El terme “formació” s'utilitza, informalment, per a designar conjunts de roques o estructures geològiques que comparteixen determinades característiques, com per exemple “formació d'esculls» (atès l'origen), “formació siliciclàstica” (per la seva composició) o “formació de dunes (per a descriure un conjunt homogeni d'estructures). En aquests casos, el terme formació, no és aplicable a formacions geològiques.

## Agrupacions i divisions
Les formacions es poden agrupar, quan les característiques litològiques ho requereixin, en grups, subgrups i supergrups.
No cal que les formacions estiguin subdividides, però quan hi hagi criteris que permetin discriminar subunitats significatives, poden definir-se membres i capes.
Les normes de nomenclatura per als membres, segueixen els mateixos criteris que per a les formacions (membre s'abreuja “Mb.”). Les capes o unitats de menor rang poden ser molt significatives i marcar nivells de gran interès en correlacions locals. El seu gruix pot ser des de pocs centímetres fins a alguns metres.

## Formacions i unitats cronoestratigràfiques
Les unitats litoestratigràfiques i les cronoestratigràfiques pertanyen a sistemes de classificació i d'ordenament de les roques independents l'un de l'altre, i es defineixen per criteris molt diferents. Així, una formació pot pertànyer a un o a diversos sistemes, depenent de la durada de l'activitat del medi sedimentari en el qual es va formar.
Els pisos inclouen diverses unitats litoestratigràfiques (formacions, membres o capes), pel fet que, per a cada edat i també en l'actualitat, la formació de dipòsits sedimentaris es produeix a arreu del planeta i en diferents ambients de sedimentació. Així mateix, el canvi de zona geogràfica en el temps d'un ambient deposicional pot produir que els dipòsits primerencs d'una formació siguin d'una edat anterior en una zona i més moderns en una altra.

## Representació cartogràfica
Encara que no hi ha un límit de gruix per a poder establir una formació, les normes internacionals en la disciplina, indiquen que, com a mínim, han de poder ser representables en un mapa o plànol geològic d'escala 1.50 000 a 1.25 000.

## Història
Les formacions geològiques, a l'inici de la disciplina geològica i estratigràfica, es van descriure com a eines assenyaladores o identificadores dels temps geològics, tenint per referència les edats relacionals i les lleis de superposició. Les divisions de l'escala del temps geològic, eren les formacions descrites i ordenades cronològicament pels geòlegs dels segles xviii i ix.
La revisió moderna de la Geologia va concretar les formacions pel que fa a la litologia, tenint en compte que les unitats litològiques són formades per medis deposicionals que poden persistir durant milions d'anys, superant  els intervals cronoestratigràfics i fins i tot els mètodes basats en l'observació dels fòssils per a establir la relació entre les roques.
La Comissió Internacional d'Estratigrafia és el major i més antic organisme científic constituent de la Unió Internacional de Ciències Geològiques (IUGS, 1961). El seu objectiu primordial és definir amb precisió les unitats globals (sistemes, sèries i etapes) de la Carta cronoestratigràfica internacional que, al seu torn, són la base de les unitats (períodes, èpoques i edats) de l'escala de temps geològica internacional, establint els estàndards mundials de l'escala fonamental per a expressar la història de la Terra.